# ロバート・マーガリス
ロバート・マーガリス（Robert Margalis, 1982年2月8日 - ）は、アメリカ合衆国・フロリダ州クリアウォーター出身の元男子競泳選手。現役時代は主に個人メドレーと自由形で活躍した。全米オリンピック選考会で3位が3回と、あと一歩のところでオリンピックアメリカ代表になることはできなかったが、世界選手権や世界短水路選手権など多くの国際大会に出場し、世界短水路選手権、パンアメリカン競技大会、パンパシフィック選手権ではメダルを獲得した。1000y自由形と4×200mフリーリレーの元短水路アメリカ記録保持者。妹のメラニー・マーガリスも競泳選手。

## 経歴

### 生い立ち
両親のボブとキャリンの下に生まれる。2歳年下のステファニー、10歳年下のメラニーと、2人の妹を持つ3人兄妹の長男として育った。
1995年に500y自由形で4分47秒65の年齢別（11-12歳）短水路アメリカ記録、クリアウォーター高校(Clearwater High School)時代の1997年に400m個人メドレーで4分23秒26の年齢別（15-16歳）アメリカ記録を樹立した（詳細は後述）。

### ジョージア大学での活躍
高校卒業後はジョージア大学に進学。2年生の時にNCAA選手権の400y個人メドレーをジョージア大学新記録の3分39秒92で制し、NCAA選手権の個人タイトルを獲得した史上4人目のジョージア大学男子競泳選手となった。なお、この時の記録はチェイス・カリッシュに破られるまで11年間大学記録として残った。また、SEC選手権では2002年に1650y自由形、2003年に500y自由形を制し、2003年のSEC年間最優秀水泳選手にジョージア大学の男子競泳選手として初めて選出された。2002年から2005年の4年間でオール・アメリカには16回選出され、4年間全てでチームMVPを獲得した。2004年に卒業し、消費者経済学の学士号を取得した。

### 1997年全米オープン
1997年12月、インディアナポリスで開催された全米オープンに出場。400m個人メドレーで4分23秒26をマークし、1985年にデイヴィッド・ウォートンが樹立した4分24秒56の年齢別（15-16歳）アメリカ記録を塗り替え、この種目のアトランタオリンピックメダリストなどを破って優勝した。マーガリスは年齢別（15-16歳）アメリカ記録を最終的に4分23秒26まで更新したが、この記録はマイケル・フェルプスによって塗り替えられた。

### 2000年全米オリンピック選考会
2000年8月、インディアナポリスで開催された全米オリンピック選考会に出場。400m・1500m自由形、200m・400m個人メドレーの4種目に出場し、初出場ながら400m・1500m自由形の2種目で表彰台に上ったが、2位にそれぞれ3秒18と4秒43及ばず、シドニーオリンピックアメリカ代表入りを逃した。

### 2003年パンアメリカン競技大会
2003年8月、サントドミンゴで開催されたパンアメリカン競技大会に出場。400m個人メドレーを4分19秒09の自己ベストで制し、自身初の主要国際大会メダルとなる金メダルを獲得した。

### 2004年全米オリンピック選考会
2004年7月、ロングビーチで開催された全米オリンピック選考会に出場。200m・400m・1500m自由形、200m個人メドレーの4種目に出場し、400m・1500m自由形、200m個人メドレーの3種目で決勝に進出したが、それぞれ6位、5位、7位に終わり、アテネオリンピックアメリカ代表入りを逃した。

### 2006年パンパシフィック選手権
2006年8月、ビクトリアで開催されたパンパシフィック選手権に出場。400m個人メドレーでは4分10秒47の大会新記録で優勝したマイケル・フェルプスに3秒38及ばなかったものの、3位のチアゴ・ペレイラに4秒59差をつけて銀メダルを獲得した。

### 2007年フロリダ・シニア選手権
2007年3月、フロリダ・シニア選手権の1000y自由形で8分42秒64をマークし、2001年にクリス・トンプソンが樹立した短水路アメリカ記録（8分44秒11）を塗り替えた。この記録は2008年にエリック・ベントによって8分36秒49に塗り替えられた。

### 2008年世界短水路選手権
2008年4月、マンチェスターで開催された世界短水路選手権に出場。400m個人メドレーではディフェンディングチャンピオンのライアン・ロクテに0秒53及ばなかったものの、3位のディンコ・ユキッチに2秒66の差をつけて銀メダルを獲得した。4×200mフリーリレーでは決勝で第2泳を務め、第1泳のライアン・ロクテ、第3泳のラーセン・ジェンセン、第4泳のダグ・ヴァン・ウィーと共に7分00秒19の短水路アメリカ新記録を樹立したが、メダルに1秒80及ばず4位に終わった。

### 2008年全米オリンピック選考会
2008年6-7月、オマハで開催された全米オリンピック選考会に出場。200m・1500m自由形、200m・400m個人メドレーの4種目に出場し、1500m自由形、200m・400m個人メドレーの3種目で決勝に進出したが、それぞれ7位、6位、3位に終わり、2大会ぶりに表彰台に上るも北京オリンピックアメリカ代表入りを逃した。なお、400m個人メドレーでは1位のマイケル・フェルプスが世界新記録の4分05秒25、2位のライアン・ロクテも従来の世界記録（4分06秒22）を上回る4分06秒08をマークしたため、2位と3位は7秒77の大差がついた。

### 2012年全米オリンピック選考会
2012年6-7月、オマハで開催された全米オリンピック選考会に出場。200mバタフライ、200m・400m個人メドレーの3種目に出場したが、それぞれ準決勝16位、準決勝13位、8位に終わり、ロンドンオリンピックアメリカ代表入りを逃した。

### トップレベルの競技から引退後
2012年全米オリンピック選考会後にホームブルーイングへの挑戦を決意。実際にやってみてクラフトビールの自家醸造が楽しいことに気づいたロバートは、カリフォルニア州フラートンのブートレガーズ・ブルワリー（ビール醸造所）に頼み込んでボランティアで働き始めた。そして2012年11月には樽の洗浄の仕事に就くと、毎日100～200個の樽を掃除するという単調な仕事を頑張って続けた結果、約1年後にはセラーマンに昇進した。セラーマンに昇進してから数カ月後には醸造家、2015年の夏には主任醸造家、2016年1月に醸造長と昇進していき、2016年4月のロサンゼルス国際ビールコンペティション(Los Angeles International Competitions)ではロバートの「ファジー・ニンジャ・アルマジロ（Fuzzy Ninja Armadillo）」がアメリカンスタイル・ブラックエール部門で銀メダルを獲得した。しかし2021年6月、2歳の双子の息子と過ごす時間を増やすためにビール醸造業を諦めた。
エリート競泳選手のキャリアを終えた後は妻のベスと共にオープンウォータースイミングの大会などに出場している。

## 人物
- 水泳を始める以前はサッカーとテコンドーをしていた[2]。
- ニックネームはロボ。理由は牛乳を1ガロン飲んでも吐かなかったため[2]。
- プール以外の趣味はラケットボール、ビデオゲーム、ゴルフ、読書、サイクリング、ランニング[2]。

## 家族
- 2人の妹も競泳選手。2歳年下のステファニーはクリアウォーター高校(Clearwater High School)時代に200y自由形で1度、500y自由形で2度のフロリダ州チャンピオンに輝き[25][26]、高校卒業後はサウスカロライナ大学で競技した[2]。10歳年下のメラニーはロバートと同じジョージア大学で競技し[3]、卒業後はオリンピックや世界選手権などで金メダルを獲得するなど活躍した。
- 妻のベス・グラムスも元競泳選手でジョージア大学時代のチームメート[2]。2006年にはSEC選手権の200yバタフライで5位[27]、NCAA選手権の100y・200yバタフライでそれぞれ13位・18位という成績を残した[28]。妻との間には双子の息子ヘンリーとジョンが誕生した[22]。

## 成績

### 主要国際大会
世界水泳連盟のウェブサイトなど参照
| 年                 | 大会                   | 場所               | 種目               | 結果               | 記録               | 泳順               | 備考               |
| アメリカ合衆国代表 | アメリカ合衆国代表     | アメリカ合衆国代表 | アメリカ合衆国代表 | アメリカ合衆国代表 | アメリカ合衆国代表 | アメリカ合衆国代表 | アメリカ合衆国代表 |
| ------------------ | ---------------------- | ------------------ | ------------------ | ------------------ | ------------------ | ------------------ | ------------------ |
| 2001               | 世界選手権             | 福岡               | 400m自由形         | 予選16位           | 3分54秒65          |                    |                    |
| 2001               | 世界選手権             | 福岡               | 800m自由形         | 予選15位           | 8分02秒39          |                    |                    |
| 2001               | 世界選手権             | 福岡               | 1500m自由形        | 予選18位           | 15分49秒94         |                    |                    |
| 2001               | 世界選手権             | 福岡               | 200m個人メドレー   | 準決勝10位         | 2分02秒71          |                    |                    |
| 2003               | パンアメリカン競技大会 | サントドミンゴ     | 400m個人メドレー   | 金メダル           | 4分19秒09          |                    | 自己ベスト         |
| 2005               | 世界選手権             | モントリオール     | 400m個人メドレー   | 7位                | 4分17秒93          |                    |                    |
| 2006               | 世界短水路選手権       | 上海               | 400m自由形         | 5位                | 3分43秒22          |                    |                    |
| 2006               | 世界短水路選手権       | 上海               | 400m個人メドレー   | 4位                | 4分07秒54          |                    |                    |
| 2006               | パンパシフィック選手権 | ビクトリア         | 400m自由形         | 5位                | 3分49秒67          |                    |                    |
| 2006               | パンパシフィック選手権 | ビクトリア         | 1500m自由形        | 6位                | 15分19秒11         |                    |                    |
| 2006               | パンパシフィック選手権 | ビクトリア         | 400m個人メドレー   | 銀メダル           | 4分13秒85          |                    |                    |
| 2007               | パンアメリカン競技大会 | リオデジャネイロ   | 200m自由形         | 7位                | 1分50秒49          |                    |                    |
| 2007               | パンアメリカン競技大会 | リオデジャネイロ   | 1500m自由形        | 4位                | 15分34秒49         |                    |                    |
| 2007               | パンアメリカン競技大会 | リオデジャネイロ   | 200m個人メドレー   | 銀メダル           | 2分00秒69          |                    |                    |
| 2007               | パンアメリカン競技大会 | リオデジャネイロ   | 400m個人メドレー   | 銀メダル           | 4分17秒52          |                    |                    |
| 2007               | パンアメリカン競技大会 | リオデジャネイロ   | 4x200mフリーリレー | 銀メダル           | 7分15秒00          | 4泳                |                    |
| 2008               | 世界短水路選手権       | マンチェスター     | 200m自由形         | 予選9位            | 1分46秒82          |                    |                    |
| 2008               | 世界短水路選手権       | マンチェスター     | 400m自由形         | 8位                | 3分45秒31          |                    |                    |
| 2008               | 世界短水路選手権       | マンチェスター     | 1500m自由形        | 7位                | 14分56秒45         |                    |                    |
| 2008               | 世界短水路選手権       | マンチェスター     | 400m個人メドレー   | 銀メダル           | 4分03秒74          |                    |                    |
| 2008               | 世界短水路選手権       | マンチェスター     | 4x200mフリーリレー | 4位                | 7分00秒19          | 2泳                | アメリカ記録       |
| 2010               | パンパシフィック選手権 | アーバイン         | 50mバタフライ      | 予選21位           | 25秒11             |                    |                    |
| 2010               | パンパシフィック選手権 | アーバイン         | 200m個人メドレー   | 10位               | 2分01秒41          |                    |                    |
| 2010               | パンパシフィック選手権 | アーバイン         | 400m個人メドレー   | 9位                | 4分17秒28          |                    |                    |
| 2011               | パンアメリカン競技大会 | グアダラハラ       | 200mバタフライ     | 6位                | 2分01秒95          |                    |                    |
| 2011               | パンアメリカン競技大会 | グアダラハラ       | 400m個人メドレー   | 銅メダル           | 4分24秒88          |                    |                    |
| 2011               | パンアメリカン競技大会 | グアダラハラ       | 4x200mフリーリレー | 予選1位            | 7分27秒09          | 4泳                | 予選のみ出場       |

### 全米オリンピック選考会
| 年   | 場所               | 種目             | 結果       | 記録       | 備考     | 脚注   |
| ---- | ------------------ | ---------------- | ---------- | ---------- | -------- | ------ |
| 2000 | インディアナポリス | 400m自由形       | 銅メダル   | 3分50秒68  |          | [ 8 ]  |
| 2000 | インディアナポリス | 1500m自由形      | 銅メダル   | 15分13秒59 |          | [ 8 ]  |
| 2000 | インディアナポリス | 200m個人メドレー | 準決勝5位  | 2分03秒22  | 決勝棄権 | [ 8 ]  |
| 2000 | インディアナポリス | 400m個人メドレー | 5位        | 4分21秒05  |          | [ 8 ]  |
| 2004 | ロングビーチ       | 200m自由形       | 準決勝15位 | 1分51秒65  |          | [ 10 ] |
| 2004 | ロングビーチ       | 400m自由形       | 6位        | 3分52秒47  |          | [ 10 ] |
| 2004 | ロングビーチ       | 1500m自由形      | 5位        | 15分32秒38 |          | [ 10 ] |
| 2004 | ロングビーチ       | 200m個人メドレー | 7位        | 2分02秒88  |          | [ 10 ] |
| 2008 | オマハ             | 200m自由形       | 予選21位   | 1分49秒31  |          | [ 18 ] |
| 2008 | オマハ             | 1500m自由形      | 7位        | 15分19秒96 |          | [ 18 ] |
| 2008 | オマハ             | 200m個人メドレー | 6位        | 2分00秒77  |          | [ 18 ] |
| 2008 | オマハ             | 400m個人メドレー | 銅メダル   | 4分13秒85  |          | [ 18 ] |
| 2012 | オマハ             | 200mバタフライ   | 準決勝16位 | 2分00秒33  |          | [ 20 ] |
| 2012 | オマハ             | 200m個人メドレー | 準決勝13位 | 2分02秒09  |          | [ 20 ] |
| 2012 | オマハ             | 400m個人メドレー | 8位        | 4分21秒27  |          | [ 20 ] |

### NCAA選手権（全米学生選手権）
yはヤードを意味する。2004年はmで実施。全て短水路の記録。
| 年             | 場所             | 種目               | 結果           | 記録           | 泳順           | 備考               | 脚注           |
| ジョージア大学 | ジョージア大学   | ジョージア大学     | ジョージア大学 | ジョージア大学 | ジョージア大学 | ジョージア大学     | ジョージア大学 |
| -------------- | ---------------- | ------------------ | -------------- | -------------- | -------------- | ------------------ | -------------- |
| 2002           | アセンズ         | 500y自由形         | 8位            | 4分24秒07      |                |                    | [ 30 ] [ 5 ]   |
| 2002           | アセンズ         | 1650y自由形        | 4位            | 14分51秒92     |                |                    | [ 30 ] [ 5 ]   |
| 2002           | アセンズ         | 400y個人メドレー   | 銀メダル       | 3分41秒42      |                | ジョージア大学記録 | [ 30 ] [ 5 ]   |
| 2002           | アセンズ         | 4x200yフリーリレー | 10位           | 6分29秒42      | 2泳            |                    | [ 30 ] [ 5 ]   |
| 2003           | オースティン     | 500y自由形         | 銀メダル       | 4分14秒24      |                |                    | [ 31 ] [ 5 ]   |
| 2003           | オースティン     | 200yバタフライ     | 15位           | 1分46秒35      |                |                    | [ 31 ] [ 5 ]   |
| 2003           | オースティン     | 400y個人メドレー   | 金メダル       | 3分39秒92      |                | ジョージア大学記録 | [ 31 ] [ 5 ]   |
| 2003           | オースティン     | 4x100yフリーリレー | 16位           | 2分58秒78      | 1泳            |                    | [ 31 ] [ 5 ]   |
| 2003           | オースティン     | 4x200yフリーリレー | 13位           | 6分31秒93      | 1泳            |                    | [ 31 ] [ 5 ]   |
| 2004           | イースト・メドウ | 400m自由形         | 6位            | 3分46秒07      |                |                    | [ 32 ]         |
| 2004           | イースト・メドウ | 1500m自由形        | 銅メダル       | 14分57秒77     |                |                    | [ 32 ]         |
| 2004           | イースト・メドウ | 400m個人メドレー   | 銅メダル       | 4分09秒34      |                |                    | [ 32 ]         |
| 2005           | ミネアポリス     | 500y自由形         | 4位            | 4分15秒37      |                |                    | [ 33 ]         |
| 2005           | ミネアポリス     | 1650y自由形        | 銅メダル       | 14分38秒58     |                |                    | [ 33 ]         |
| 2005           | ミネアポリス     | 400y個人メドレー   | 銀メダル       | 3分39秒93      |                |                    | [ 33 ]         |
| 2005           | ミネアポリス     | 4x200yフリーリレー | 12位           | 6分28秒75      | 1泳            |                    | [ 33 ]         |

## 記録

### 樹立した短水路アメリカ記録
| 種目               | 記録      | 泳順 | 日付          | 大会                   | 場所           | 備考           | 脚注          |
| ------------------ | --------- | ---- | ------------- | ---------------------- | -------------- | -------------- | ------------- |
| 1000y自由形        | 8分42秒64 |      | 2007年3月5日  | フロリダ・シニア選手権 | フェニックス   | 元アメリカ記録 | [ 12 ] [ 13 ] |
| 4x200mフリーリレー | 7分00秒19 | 2泳  | 2008年4月10日 | 世界短水路選手権       | マンチェスター | 元アメリカ記録 | [ 16 ]        |

### 自己ベスト
SwimRankings.net、全米水泳連盟のウェブサイト参照
| 種目             | 記録       | 日付           | 大会                   | 場所               | 備考   |
| 長水路           | 長水路     | 長水路         | 長水路                 | 長水路             | 長水路 |
| ---------------- | ---------- | -------------- | ---------------------- | ------------------ | ------ |
| 200m自由形       | 1分49秒31  | 2008年6月30日  | 全米オリンピック選考会 | オマハ             |        |
| 400m自由形       | 3分48秒72  | 2001年3月27日  | 全米春季選手権         | オースティン       |        |
| 800m自由形       | 8分01秒91  | 2007年6月14日  | TYRプロスイム          | ミッションビエホ   |        |
| 1500m自由形      | 15分13秒59 | 2000年8月9日   | 全米オリンピック選考会 | インディアナポリス |        |
| 50mバタフライ    | 25秒11     | 2010年8月18日  | パンパシフィック選手権 | アーバイン         |        |
| 100mバタフライ   | 55秒21     | 2009年6月13日  | サンタクララ国際       | サンタクララ       |        |
| 200mバタフライ   | 1分59秒43  | 2011年6月23日  | フラン・クリッペン記念 | ミッションビエホ   |        |
| 200m個人メドレー | 2分00秒69  | 2007年7月20日  | パンアメリカン競技大会 | リオデジャネイロ   |        |
| 400m個人メドレー | 4分12秒92  | 2006年8月1日   | 全米選手権             | アーバイン         |        |
| 短水路           |            |                |                        |                    |        |
| 200m自由形       | 1分46秒82  | 2008年4月9日   | 世界短水路選手権       | マンチェスター     |        |
| 400m自由形       | 3分43秒22  | 2006年4月7日   | 世界短水路選手権       | 上海               |        |
| 800m自由形       | 7分48秒29  | 2008年4月13日  | 世界短水路選手権       | マンチェスター     |        |
| 1500m自由形      | 14分47秒46 | 2007年11月14日 | ワールドカップ         | ストックホルム     |        |
| 100m個人メドレー | 54秒94     | 2008年12月5日  | フランス短水路選手権   | アンジェ           |        |
| 200m個人メドレー | 1分58秒81  | 2005年11月20日 | ワールドカップ         | シドニー           |        |
| 400m個人メドレー | 4分03秒74  | 2008年4月10日  | 世界短水路選手権       | マンチェスター     |        |